# Chaturvimshati-stava
 (juin 2023).
Le chaturvimshati-stava (IAST: caturviṃśati) est acte religieux dans le jaïnisme qui consiste à invoquer la mémoire, à vénérer des images de Tirthankaras : les maîtres éveillés. Cette pratique fait partie des avashyakas et est un devoir quotidien pour les moines-ascètes et très recommandée quotidiennement pour les laïcs. Le chaturvimshati-stava se veut développeur de foi et de vertus. Prier les anciens érudits qui ont construit cette foi est courant dans le jaïnisme à l'image du Namaskara Mantra qui rend hommage aux fondateurs. Le chaturvimshati-stava peut être effectué seul dans le recueillement ou au temple lors d'une puja.